# Droits LGBT à Maurice

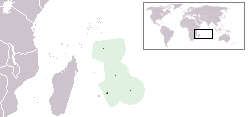
Localisation de Maurice.

Les personnes lesbiennes, gays, bisexuelles et transgenres (LGBT) à Maurice peuvent faire face à des difficultés légales que ne connaissent pas les résidents non-LGBT.

## Législation sur l'homosexualité
L'homosexualité est légale à Maurice. De plus, le pays a signé la déclaration sur l'Orientation sexuelle et identité de genre aux Nations unies en 2011, appelant à la protection des personnes LGBT.
Néanmoins, la sodomie, qu'elle soit pratiquée dans des rapports hétérosexuels ou homosexuels a été interdite pendant 185 ans. En effet, la section 250 du Code Pénal de 1838 dispose : « Toute personne coupable du crime de sodomie [...] pourra être soumise à une servitude pénale ne dépassant pas 5 ans ». Cette loi perdure après l'indépendance de Maurice en 1968. La loi est déclarée inconstitutionnelle par la cour suprême le 4 octobre 2023,.
La majorité sexuelle est fixée à 16 ans pour tous, sans distinction selon l'orientation sexuelle.

## Interdiction des discriminations
La loi sur l'égalité des chances de 2008 interdit aux employeurs d'exercer une discrimination contre les personnes en raison de leur orientation sexuelle, l'orientation sexuelle étant définie comme l'homosexualité, la bisexualité ou l'hétérosexualité.

## Reconnaissance légale des couples homosexuels
Il n'existe actuellement aucune reconnaissance légale (union civile ou mariage) des couples homosexuels à Maurice.

## Tableau récapitulatif
| Dépénalisation de l’homosexualité                                                   | Homosexualité légale, sodomie illégale de 1838 à 2023 |
| Majorité sexuelle identique à celle des hétérosexuels                               | Depuis toujours                                       |
| Interdiction des discours de haine contre les LGBT                                  | Non                                                   |
| Interdiction de la discrimination liée à l'orientation sexuelle à l'embauche        | Depuis 2008                                           |
| Interdiction de la discrimination liée à l'identité de genre dans tous les domaines | Non                                                   |
| Mariage civil ou partenariat civil                                                  | Non                                                   |
| Adoption conjointe dans les couples de personnes de même sexe                       | Non                                                   |
| Adoption par les personnes homosexuelles célibataires                               | Non                                                   |
| Droit pour les gays de servir dans l’armée                                          | Non                                                   |
| Droit de changer légalement de genre (après stérilisation)                          | Non                                                   |
| Gestation pour autrui pour les gays                                                 | Non                                                   |
| Accès aux FIV pour les lesbiennes                                                   | Non                                                   |
| Autorisation du don de sang pour les HSH                                            | Non                                                   |

## Opinion publique
Le quotidien mauricien L'Express indique qu'en 2023, la situation des LGBT+ à Maurice est compliquée et que ces personnes font face à une homophobie importante.

### Opinions selon les religions
À la suite de la montée de l'islamisme radical dans le pays, des positions ouvertements homophobes se multiplient. Le 2 juin 2018, une contre-manifestation a été organisée par Javed Meetoo, prédicateur islamiste, pour s'opposer à la Marche des fiertés organisée par Collectif Arc-En-Ciel, ce qui a forcé à faire annuler cette dernière,.